# Johann Ertl (Maler)
Johann Ertl (* 10. Februar 1845 in Schwaz; † 23. Juni 1906 ebenda) war ein österreichischer Maler.

## Leben
Johann Ertl wurde 1845 als Sohn eines in der Schwazer Tabakfabrik angestellten Tischlers geboren. Schon in der Schulzeit zeigte sich sein Talent zum Zeichnen. Er lernte zunächst bei Johann Endfelder in Schwaz und wurde vermutlich auch von Sebastian Alois Käsbacher beeinflusst. Von 1862 bis 1866 besuchte er die von Michael Stolz und Caspar Jele geleitete Kunstschule in Innsbruck. Ab 1872 studierte er an der Akademie der bildenden Künste München bei Johann von Schraudolph.
Zunächst war Johann Ertl als Mitarbeiter von verschiedenen Kirchenmalern tätig. Franz Plattner überließ ihm kleinere Arbeiten, unter Albrecht Steiner von Felsburg war er an der Ausmalung der Pfarrkirche Proveis und der Seminarkirche des Vinzentinums in Brixen, unter Franz Xaver Spörr an den Pfarrkirchen von Pill und Telfs beteiligt. Nach dem Tod Spörrs 1882 wurde er mit der Weiterführung der Ausmalung der Pfarrkirche Telfs betraut, musste die Arbeit aber aufgrund von Meinungsverschiedenheiten in den zuständigen Gremien abbrechen. Auch die Ausmalung der neuen Pfarrkirche Weerberg konnte er aus unbekannten Gründen nicht vollenden, sie wurde von Philipp Schumacher fortgesetzt.
Ertl hatte häufig finanzielle Schwierigkeiten. Er war ledig und sorgte für seine alte Mutter und eine kranke Schwester. Durch einen Sturz bei der Arbeit, vermutlich von einem Gerüst, war er lange krank und arbeitsunfähig und lebte zuletzt im Heim der Kreuzschwestern von St. Raphael in Schwaz, wo er 1906 verstarb.
Johann Ertl war ausschließlich für kirchliche Auftraggeber tätig und schuf Wand- und Deckenmalereien sowie Altarbilder für zahlreiche Kirchen in einem strengen spätnazarenischen Stil mit sorgfältiger Technik, aber ohne große Phantasie. Etliche seiner Werke wurden später entfernt oder übermalt.

## Werke

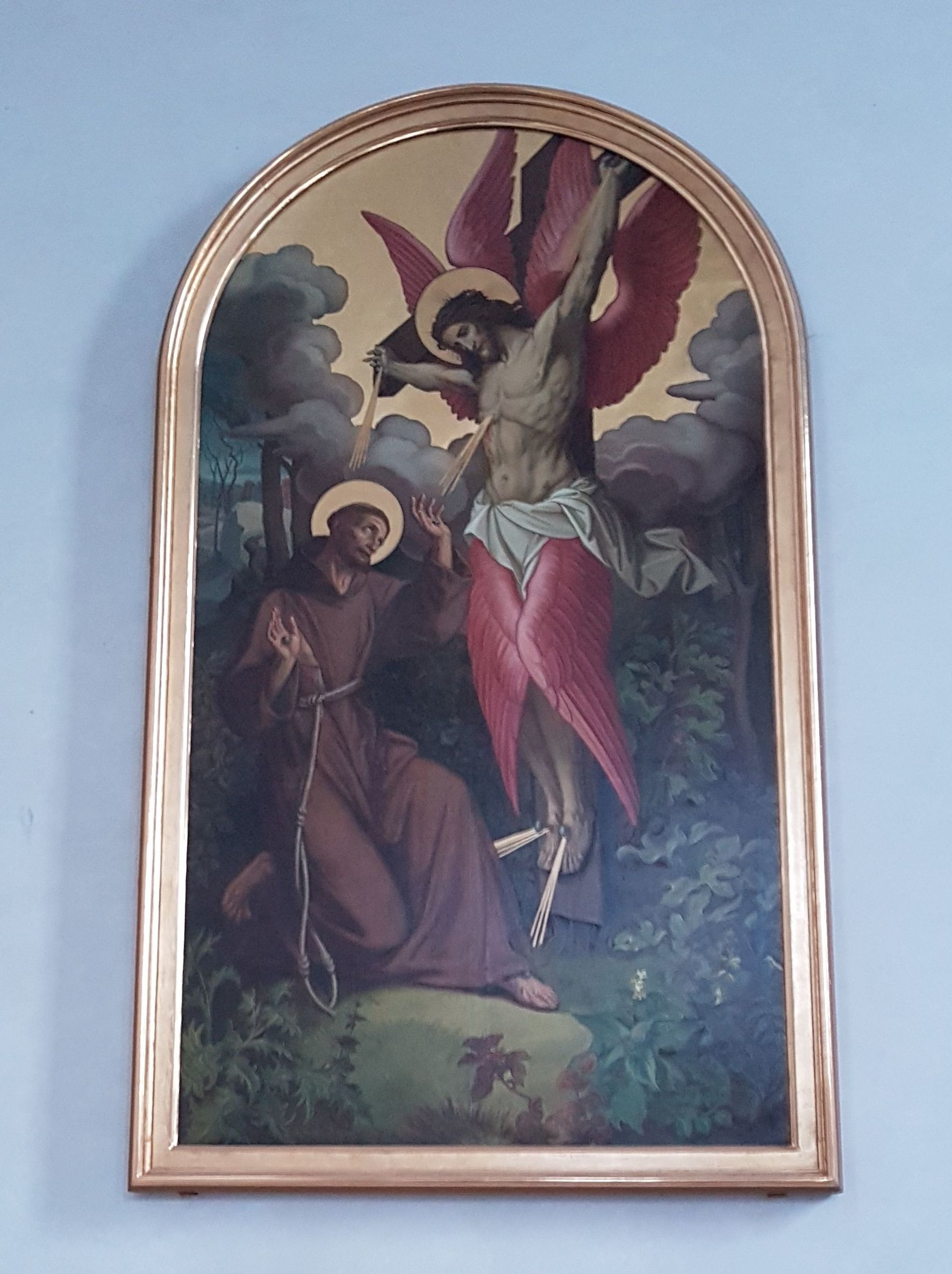
Linkes Seitenaltarbild Stigmatisierung des hl. Franziskus, Kapuzinerkirche Dornbirn

- 14 Stationsbilder im Schwazer Friedhof nach Vorlagen von Joseph von Führich
- Dekorationsmalereien, Wandbilder, Pfarrkirche Telfs, 1883–1888
- Ausmalung Pfarrkirche Aldrans, 1887 (durch Brand zerstört)
- Restaurierung des Kuppelfreskos von Martin Knoller in der Karlskirche Volders, 1889/90
- Teil der Fresken in der neuen Pfarrkirche Weerberg, 1890–1899
- Seitenaltarbilder, Pfarrkirche Reith bei Seefeld, 1895
- Altarbilder, Kapuzinerkirche Dornbirn, um 1895
- Ausmalung Pfarrkirche Angath, 1897 (nicht erhalten)
- hl. Joachim, Anna mit Maria und Engeln, Außenflügel des rechten Seitenaltars, Pfarrkirche St. Nikolaus, Innsbruck, 1898[4]
- Fresken im Oratorium des Johanneums, Dorf Tirol
- linkes Seitenaltarbild, Pfarrkirche Nassereith[5]
- Seitenaltarbilder, Pfarrkirche Kirchbichl
- Wandbilder hll. Cäcilia und Gregor am Chor, Stiftskirche Fiecht (übermalt)